# Arbeitsgericht Neunkirchen

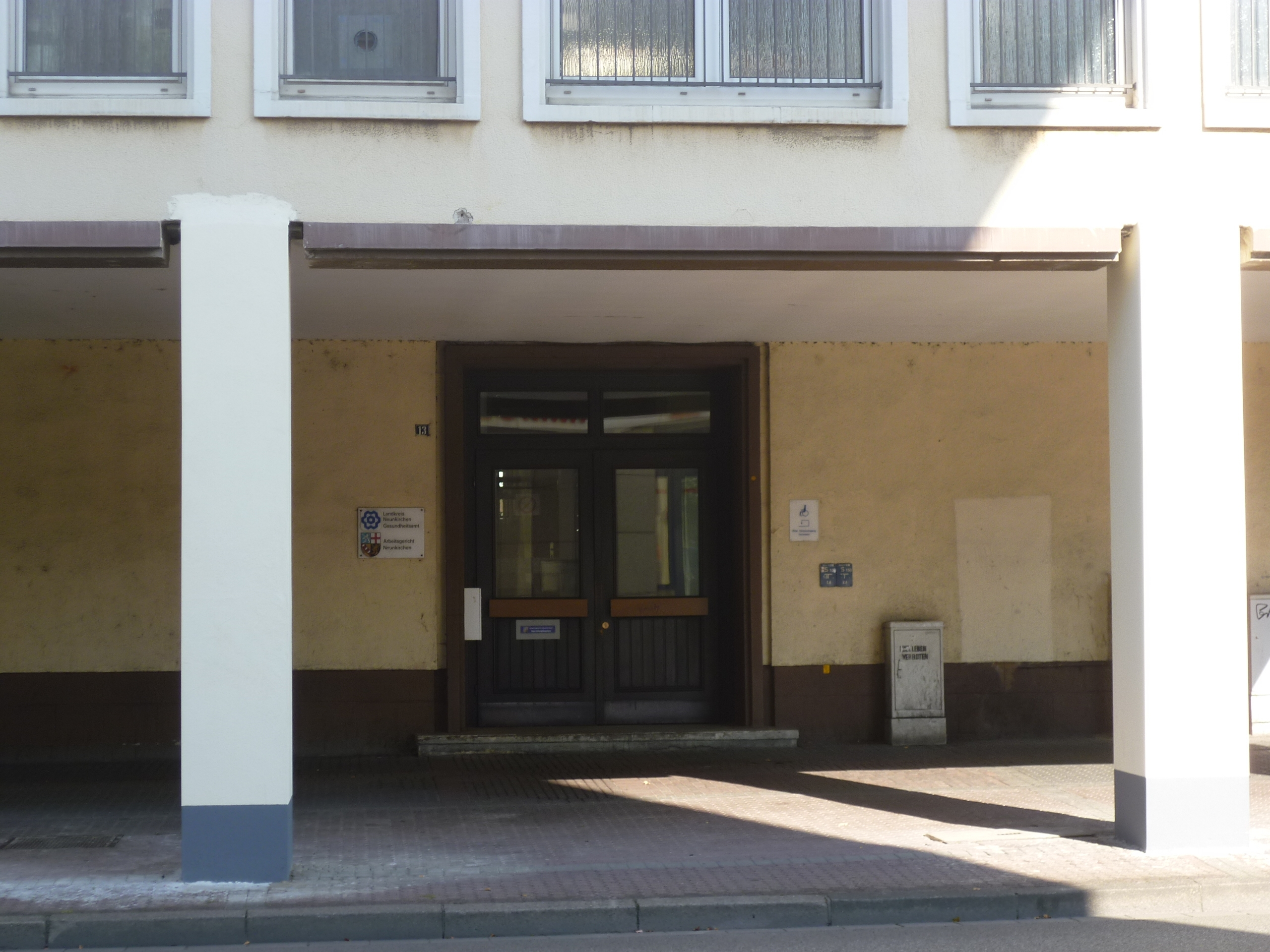
Gebäude des ehemaligen Arbeitsgerichts Neunkirchen

Das Arbeitsgericht Neunkirchen war ein deutsches Gericht der Arbeitsgerichtsbarkeit. Zusammen mit den beiden anderen saarländischen Arbeitsgerichten Saarbrücken und Saarlouis wurde es zum 1. April 2018 aufgehoben.

## Gerichtssitz und -bezirk
Das Gericht hatte seinen Sitz in Neunkirchen in der Lindenallee 13.
Das Arbeitsgericht Neunkirchen war örtlich für Rechtsstreitigkeiten aus dem Landkreis St. Wendel, dem Landkreis Neunkirchen und dem Saarpfalz-Kreis zuständig. Durch die Aufhebung des Gerichts ging dieser Gerichtsbezirk in den des Arbeitsgerichts Saarland über, welches seitdem für das gesamte Bundesland zuständig ist.

## Übergeordnete Gerichte
Dem Arbeitsgericht Neunkirchen waren das Landesarbeitsgericht Saarland und im weiteren Rechtszug das Bundesarbeitsgericht übergeordnet.

## Geschichte
1927 wurden in Deutschland Arbeitsgerichte eingerichtet. Saarbrücken war Teil des von Deutschland abgetrennten Saargebietes. Hier wurden keine Arbeitsgerichte gebildet (siehe auch Gerichtsorganisation im Saargebiet). Nach der Saarabstimmung kam das Saargebiet zurück zum Reich und das Arbeitsgericht Neunkirchen wurde mit der Verordnung über die Errichtung von Arbeitsgerichten und eines Landesarbeitsgerichtes im Saarland vom 16. Mai 1935 gebildet. Es war für die Sprengel der Amtsgerichte Homburg, Neunkirchen, Ottweiler, St. Wendel und Tholey zuständig. Übergeordnet war das Landesarbeitsgericht Saarbrücken. Es wurde eine Kammer für Arbeiter, eine Kammer für Angestellte und eine für das Handwerk gebildet.
Nach der Besetzung Deutschlands durch die Alliierten wurden 1945 zunächst alle Gerichte geschlossen. Die ordentlichen Gerichte wurden schon bald wieder eröffnet, während die Arbeitsgerichte zunächst außer in Hamburg nicht wieder eingerichtet wurden, so dass arbeitsgerichtliche Streitigkeiten von den ordentlichen Gerichten erledigt werden mussten. Gemäß Kontrollratsgesetz 21 sollten in Deutschland Arbeitsgerichte aufgebaut werden. So wurde in Neunkirchen das Arbeitsgericht neu gebildet. Zum 1. April 2018 wurde es wieder aufgehoben.